# Rotgschirr
Das Rotgschirr (auch Röllberg) ist ein 2270 m ü. A. hoher Berg im Toten Gebirge an der Grenze zwischen Oberösterreich und der Steiermark. Vom Gipfel hat man ein wunderbares Panorama über das Plateau des Toten Gebirges sowie zum Hohen Dachstein und zum Almsee. Das Gipfelkreuz befindet sich am 2261 m ü. A. hohen Südgipfel. Am eigentlichen Hauptgipfel im Norden befindet sich ein Messpunkt für Luftbildaufnahmen.

## Etymologie
Der Name „Röllberg“ ist die ursprüngliche Bezeichnung von der oberösterreichischen Seite (der Berg dominiert den Talkessel namens „Röll“) während „Rotgschirr“ ursprünglich wohl lediglich der Name des Berges von der steirischen Seite aus war. Mittlerweile hat sich der Name Rotgschirr allerdings auch in Oberösterreich durchgesetzt.
Der Name leitet sich aus dem Altdeutschen ab:
- Röll: Geröll auf einer Bergabdachung
- Geschirr: ein von Löchern und Spalten zerrissenes Gestein
- Rot: Die oftmals genannte Herleitung des Namens von der Farbe rot ist unwahrscheinlich, da die dialektale Aussprache des Bergnamens nicht jener der Farbe entspricht (Der Bergname wird [ʁɔːd], die Farbe wurde im Dialekt der Region [ʁɛːd] ausgesprochen). Die Deutung nach der Farbe des Felses scheint zudem willkürlich, da sich das Rotgschirr farblich nicht von den benachbarten Bergen unterscheidet. Eine plausiblere Herkunft des Namens bezieht sich auf den im Dialekt erhaltenen Ausdruck „Raude“[2] welcher als Bezeichnung für Schorf, Grind steht (vgl. auch Raudenspitz[3]). Demnach wäre der Berg nach seiner mit Steinen übersäten Oberfläche benannt.

## Routen
Die nächstgelegene Hütte ist die Pühringerhütte, welche sich südlich des Bergs befindet. Auf den Südgipfel führt ein seilgesicherter, markierter Steig durch die Südflanke und ist mit der Nummer 266 bezeichnet.